# Petrichus lancearius
Petrichus lancearius es una especie de araña del género Petrichus, familia Philodromidae. Fue descrita científicamente por Simon en 1905.

## Distribución
Esta especie se encuentra en Argentina.